# Metro de Calcuta
El Metro de Calcuta (idioma hindi:कोलकाता मेट्रो रेल Idioma bengalí:কলকাতা মেট্রো) es un sistema de metro de la ciudad de Calcuta, capital del estado federal de Bengala Occidental. Cuando se inauguró, en 1984, era el único sistema de metro de la India.

## Historia
En 1972 se sancionó la ley que autorizaba la construcción de una línea de metro, que correría en sentido norte-sur, a lo largo de 16,45 km entre las estaciones Dum Dum y Tolligunj. La construcción comenzó en 1973, pero el proyecto sufrió numerosos inconvenientes y retrasos. El 24 de octubre de 1984 fue inaugurado el primer tramo, de 3,40 km entre las estaciones Esplanade y Bhawanipur. La línea se completó en 1995, cuando se habilitó el tramo entre Dum Dum y Tollygunj.
En 2000 el metro transportó 56 millones de personas. El sistema está administrado por Indian Railways.